# ماروین توماس
ماروین توماس (انگلیسی: Marvin Thomson; ۲۶ ژانویهٔ ۱۹۲۳ – ۱۷ آوریل ۱۹۶۷) دوچرخه‌سوار اهل ایالات متحده آمریکا بود. وی در بازی‌های المپیک تابستانی ۱۹۴۸ شرکت کرده است.